# البرنامج الصيني لاستكشاف القمر
برنامج استكشاف القمر الصيني ((بالصينية المبسطة: 中国探月; بالصينية التقليدية: 中國探月; البينيين: Zhōngguó Tànyuè)) ويعرف أيضاً باسم برنامج شانغء هو برنامج فضاء مهمته إرسال رحلات آلية وبشرية إلى القمر تتولاه الإدارة الصينية الوطنية الفضائية (وكالة فضاء جمهورية الصين الشعبية). يُشغل هذا البرنامج مراكب شونغ'ء-1 القمرية المدارية والجوالة وآخذة-العينات، وقد قام أيضاً بتعديل صواريخ الإطلاق لونغ مارش 3أ ولونغ مارش 5-ع ولونغ مارش 7 لاستخدامها في تلك الرحلات. ويَقوم نظام «شبكة القيادة الفضائية العميقة» جنباً إلى جنب مع اللاقطات الراديوية ذات الـ50 كيلومتراً في بكين والـ40 كيلومتراً في كونمينغ وشانغهاي وأورومتشي بتكوين مصفوفة هوائية عملاقة يَدعمها «نظام التطبيق الأرضيّ» المُستقبل للمعلومات بإدارة ومراقبة إقلاع وتحليق هذه المراكب باستمرار.
كانت المركبة الأولى في هذا البرنامج هي شونغ'ء-1، وهي مركبة فضائية روبوتية مدارية مرسلة إلى القمر أطلقت بنجاح من مركز سيكانغ لإطلاق السواتل في 24 من تشرين الأول (نوفمبر) عام 2007(أجلت من موعدها الأصليّ 17-19 نيسان/أبريل 2007).
تعتبر مركبة تشانغ 1 المدارية حول القمر أول مركبة فضائية بالبرنامج، وأُطلقت من مركز شيتشانغ لإطلاق الأقمار الاصطناعية يوم 24 أكتوبر 2007، بعد تأجيل إطلاقها من موعدها الأساسي بين 17 و19 أبريل نفس العام. أُطلقت المركبة المدارية الثانية، تشانغ 2، يوم 1 أكتوبر 2010. وأُطلقت المهمة تشانغ 3، التي كانت تتضمن مركبة هابطة ومركبة جوالة، يوم 1 ديسمبر 2013، وهبطت بنجاح على سطح القمر يوم 14 ديسمبر 2013. أُطلقت تشانغ 4، التي كانت تضم أيضًا مركبة هبوط ومركبة جوالة، يوم 7 ديسمبر 2018، وهبطت يوم 3 يناير 2019 على حوض أيتكين بالقطب الجنوبي للقمر على الجانب البعيد من القمر. أُطلقت مهمة لإحضار العينات، وهي تشانغ 5، في يوم 23 نوفمبر 2020.، وفي مايو 2024 تم إطلاق تشانغ 6 الذي هبط على الجانب البعيد من القمر في حوض القطب الجنوبي الضخم آيتكين، بهدف جمع عينات الصخور والتربة من سطح القمر.
وكما هو موضح بالشارة الرسمية للبرنامج المكونة من رسم خطي صيني يضم شكلًا لهلال حديث تتوسطه آثار أقدام بشرية عند المركز، والتي تشير إلى الحرف الصيني 月، وهو الرمز الصيني «للقمر»؛ يتضح لنا أن الهدف النهائي للبرنامج هو تمهيد الطريق أمام البعثات القمرية المأهولة. أعلن مدير إدارة الفضاء الوطنية الصينية، شانغ كيجيان، عن تخطيط الصين للهبوط بطاقم بشري على القطب الجنوبي للقمر «خلال العقد القادم (2019-2029)».

## أهم التقنيات

### نظام القياس عن بعد، والتتبع، والقيادة طويل المدى
يعتبر تشغيل نظام القياس عن بعد والتتبع والقيادة أكبر التحديات التي تواجه المرحلة الأولى من البرنامج، بسبب ضرورة رفع قدرة إرساله بالشكل الكافي للتواصل مع المسابير المدارية حول القمر. يبلغ المدى القياسي لأقمار القياس عن بعد الاصطناعية الصينية 80 ألف كيلومترًا، بينما يمكن للمسافة بين الأرض والقمر أن تتخطى 400 ألف كيلومتر عندما يكون القمر عند نقطة الأوج المداري. وعلاوةً على ذلك، كان منوطًا بمسابير تشانغ أن تقوم بالعديد من مناورات تعديل الوضعية خلال رحلاتها إلى القمر وعملياتها بالمدار القمري. تبلغ المسافة من شرق الصين إلى غربها 5000 كيلومتر، ما يشكل تحديًا آخر أمام استمرارية نظام القياس عن بعد والتتبع والقيادة. وحاليًا، استوفى الدمج بين نظام القياس عن بعد والتتبع والقيادة، مع شبكة الرصد الفلكي الصينية، احتياجات برنامج تشانغ، ولكن بهامش ضئيل فقط.

### القدرة على التكيف مع البيئة
فرض التعقيد الخاص بالبيئة الفضائية التي واجهتها مهمات تشانغ متطلبات صارمةً بخصوص قدرة المسابير، بالإضافة إلى أجهزتها، على التكيف مع البيئة وعلى درجة اعتماديتها. تطلبت بيئة الفضاء عالية الإشعاع بين الأرض والقمر إلكترونيات معالجةً بتقنية التقسية ضد الإشعاع للوقاية من التلفيات الكهرومغناطيسية على أجهزة المركبة الفضائية. فرض أيضًا التباين الشديد في درجات الحرارة بين وجه المركبة المواجه للشمس، ووجها الآخر البعيد عن الشمس، والذي يتراوح بين 130 درجةً مئويةً إلى 170 درجةً تحت الصفر، متطلبات صارمةً بخصوص التحكم الحراري في تصميم أجهزة الرصد بالمركبة.

### تصميم المدار والتحكم في تسلسل الرحلة
نظرًا إلى ظروف النظام ثلاثي الأجرام المكون من الأرض، والقمر، والمسبار الفضائي، يعتبر تصميم المركبات المدارية القمرية أكثر تعقيدًا من الأقمار الاصطناعية الأرضية، والتي تتعامل فقط مع نظام ثنائي الأجرام. أُطلق المسباران، تشانغ 1 وتشانغ 2، إلى مدار أرضي شديد الإهليجية في البداية. وبعد انفصال المركبتين عن مركبتي إطلاقهما، دخلت المركبتان في مدار انتقالي من الأرض إلى القمر من خلال ثلاث عمليات تسارع في المدار ذي الطور المعدل. أُجريت هذه العمليات الثلاث لمدة 16، و24، و48 ساعةً من المهمة، وأُجريت خلالها العديد من التعديلات المدارية ومناورات تعديل الوضعية للتأكد من أسر المسبارين في نطاق جاذبية القمر. وبعد عمل المسبارين في المدار الانتقالي بين الأرض والقمر لمدة 4 إلى 5 أيام، دخل كل مسبار في مدار قمري. وبعد دخول المدار المستهدف، أجرى كل مسبار ثلاث مناورات كبح مرورًا بثلاثة أطوار مدارية مختلفة، قبل أن يبدأ كل مسبار في تنفيذ مهامه.

### التحكم بالوضعية
من الضروري أن تظل المركبات المدارية القمرية موجهةً بدقة بالنسبة إلى الأرض، والقمر، والشمس. فيجب أن تظل كافة أجهزة الرصد الموجودة على متنها مواجهةً لسطح القمر حتى تتمكن من إتمام مهامها العلمية، بينما يجب أن تكون هوائيات الاتصال مواجهةً للأرض لاستقبال الأوامر وإرسال البيانات العلمية، مع توجيه الألواح الشمسية إلى الشمس لكي تحصل المركبة على الطاقة. وخلال حركة المركبة في مدارها القمري، يتحرك أيضًا كل من الشمس، والأرض والقمر، ولذلك تعتبر عملية التحكم بالوضعية عملية تحكم شديدة التعقيد في ثلاثة متجهات. ويجب أن تعدل أقمار تشانغ الاصطناعية من وضعيتها بحذر شديد للحفاظ على الزاوية الأمثل باتجاه هذه الأجرام الثلاثة.

### تجنب الخطر
خلال المرحلة الثانية من البرنامج، والتي كانت تتضمن هبوط المركبة الفضائية بسلام على سطح القمر، كان من الضروري ابتكار نظام تجنب آلي للخطر لضمان عدم محاولة المركبات الهابطة أن تهبط عند التضاريس غير المناسبة من سطح القمر. استخدمت المركبة تشانغ 3 نظامًا للرؤية الحاسوبية يعمل على معالجة البيانات القادمة من آلة تصوير موجهة للأسفل، بالإضافة إلى جهازين لتحديد المدى، وذلك من خلال أحد البرامج الحاسوبية المتخصصة. تحكم البرنامج الحاسوبي في المراحل النهائية من عملية الهبوط، وكان مسؤولًا عن تعديل وضعية المركبة الفضائية بالإضافة إلى التحكم في قوة الدفع الصادرة عن محركها الرئيسي. حلقت المركبة الفضائية في البداية على ارتفاع مئة متر، ثم انخفضت إلى ٣٠ مترًا باحثةً عن موقع مناسب للهبوط. كانت مركبة يوتو الجوالة أيضًا مزودةً بآلات للتصوير المجسم موجهة إلى الأمام، مع تقنية لتجنب الخطر.

## التعاون مع روسيا
في نوفمبر 2017، وقعت الصين على اتفاقية تعاون مشترك مع روسيا لاستكشاف القمر والفضاء العميق. تضمنت الاتفاقية ستة أقسام؛ تغطية القمر والفضاء العميق، وتطوير مشترك للمركبات الفضائية، والإلكترونيات الفضائية، وبيانات استشعار الأرض عن بعد، ومراقبة المخلفات الفضائية. وربما تسعى روسيا أيضًا إلى تطوير علاقات أوثق مع الصين في مجالات البعثات الفضائية المأهولة، بل من الممكن أن تغير من تعاونها مع الولايات المتحدة في البعثات الفضائية المأهولة لصالح الصين مع بناء مركبة هبوط قمرية مأهولة.